# 中国文艺志愿者协会

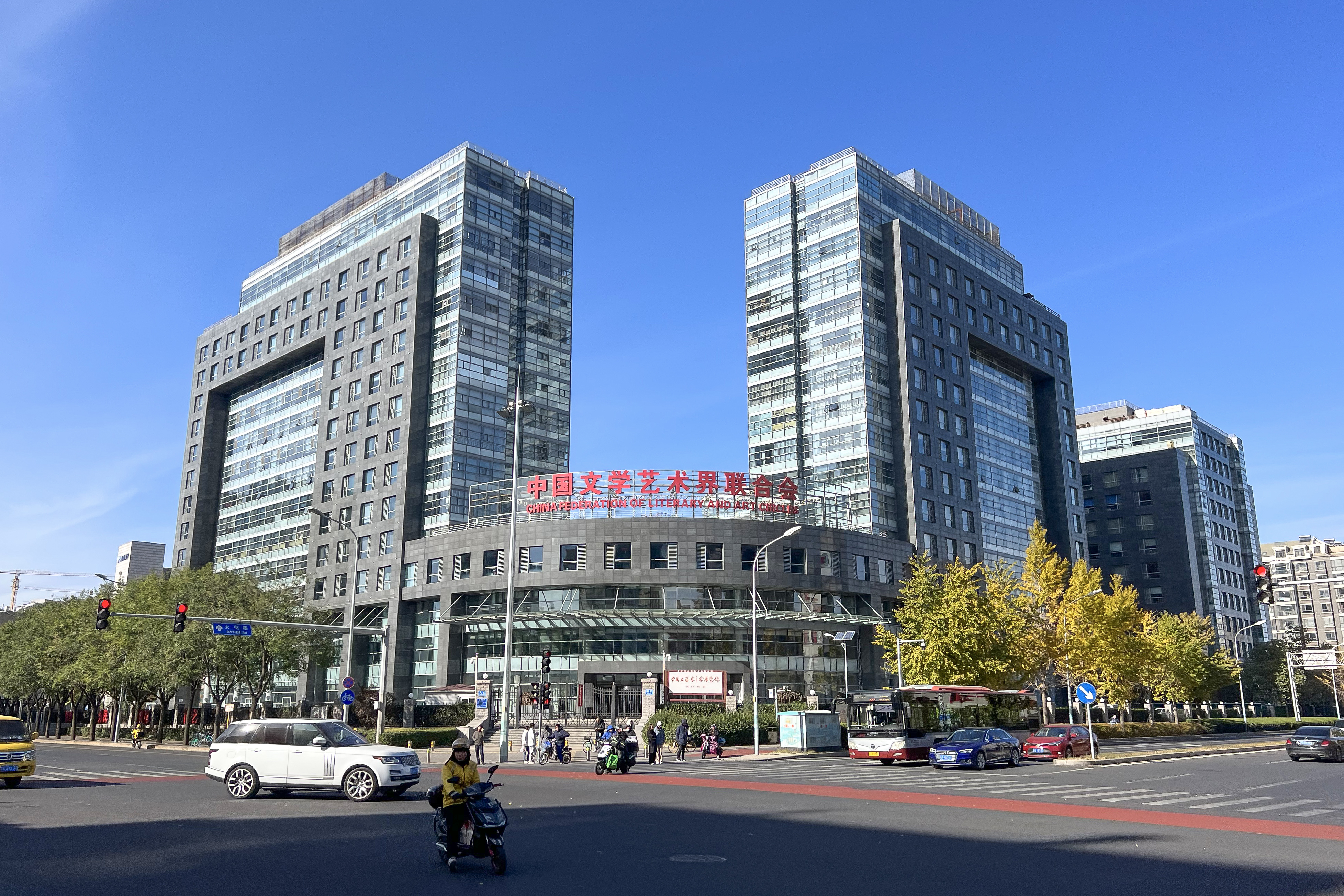
本会的注册地址为北京市朝阳区北沙滩1号院32号楼A座

中国文艺志愿者协会是中华人民共和国文艺志愿者组成的群众性团体，是中国文学艺术界联合会的会员团体，2013年5月在北京市成立。

## 理事会

### 名誉主席
- 姜昆

### 第一届
- 主席：姜昆
- 副主席：唐国强、濮存昕、殷秀梅、宋祖英、韩红、刘全利、解海龙、李士杰、季国平、康健民、徐沛东、吴长江、董耀鹏、冯双白、罗扬、王瑶、赵长青、邵学敏、张显、罗成琰
- 秘书长：罗成琰
- 副秘书长：孙德华、邵志军

### 第二届
- 主席：冯巩
- 副主席：卞留念、刘全利、李丹阳、何加林、张继、林永健、郎昆、居杨、孟广禄、姚建萍、殷秀梅、黄豆豆、龚宇、廖恳
- 秘书长：廖恳
- 副秘书长：孙德华、邵志军

### 第三届
- 主席：殷秀梅
- 副主席：山翀、刘劲、任军、任鲁豫、何加林、李仙花、杨红、张凯丽、汪舒南、宋靖、吴碧霞、孟广禄、林永健、姚建萍、黄渤、龚宇、樊建川、冀彦伟
- 秘书长：冀彦伟
- 副秘书长：李岩、吴艳华